# مصطلح الحياة (فلم)
مصطلح الحياة (بالإنجليزية: Term Life) فيلم جريمة وإثارة ودراما أمريكي مقُتبس من إحدى الروُايات، من أخراج بيتر بيلينغسلي وإنتاج فينس فون وكِتابة أندي ليبرمان وإصدار عام 2015.

## قصة الفيلم
يدور الفيلم حول المجرم نيك بارو «فينس فون» الذي كان يخطط للجرائم طوال تاريخه الإجرامي، وقد أصبح مُزعجاً للجميع، خاصةٍ مع أخر الجرائم التي خطط لها والتي فشلت، وجعلت زعماء العصابات ورجال الشرطة الفاسدين والكثير من الرجال يتعقبونه للتخلص منه ، فيقرر أنه في النهاية يريد أن يفعل شيئاً جيداً لأبنته قبل أن يموت بالحصول على بوليصة تأمين على الحياة تكون لصالحِ ابنتهِ التي تَعِيشُ بعيداً عنهُ، ويصطدم بمشكلة وحيدة وهي أن البوليصةَ ستصدر خلال 21 يوم وهو لا يضمنُ أن يعيشَ 21 ساعة، لذا عليه أن يهرب ويقاوم جميع أولئِكَ الذينَ يريدونَ قتلهُ
سواء كانوا الاستخباراتِ أو خصومهُ قدر الإمكان حتى تصدر بوليصة التأمين.

## الأبطال
- فينس فون بدور نيك بارو
- هيلي ستاينفيلد بدور ابنة نيك بارو[7]
- شيا وينجهام
- جوناثان بانكس[8]
- بيل باكستون
- مايك ايبس
- جوردي مولا بدور فيكتور فوينتس
- ويليام ليفي بدور اليخاندرو[9]
- جون فافرو [10]
- تاراجي بيندا هينسون[11]

## الإنتاج والتصوير
تم توقيع عقد الفيلم في أكتوبر 2013 , وبدأ التصوير 1 مارس 2014، في غرانتفيل في جورجيا، الولايات المتحدة الأمريكية. وانتهى التصوير في 22 أبريل عام 2014. وإصدار الفيلم عام 2015.

## روابط خارجية
- مقالات تستعمل روابط فنية بلا صلة مع ويكي بيانات